# Adamov (Moravia meridionale)
Adamov (in tedesco Adamsthal) è città ceca situata nel distretto di Blansko, in Moravia Meridionale. Il territorio del comune si estende per un'area di 3.8 km² e nel 2003 contava 4.871 abitanti.

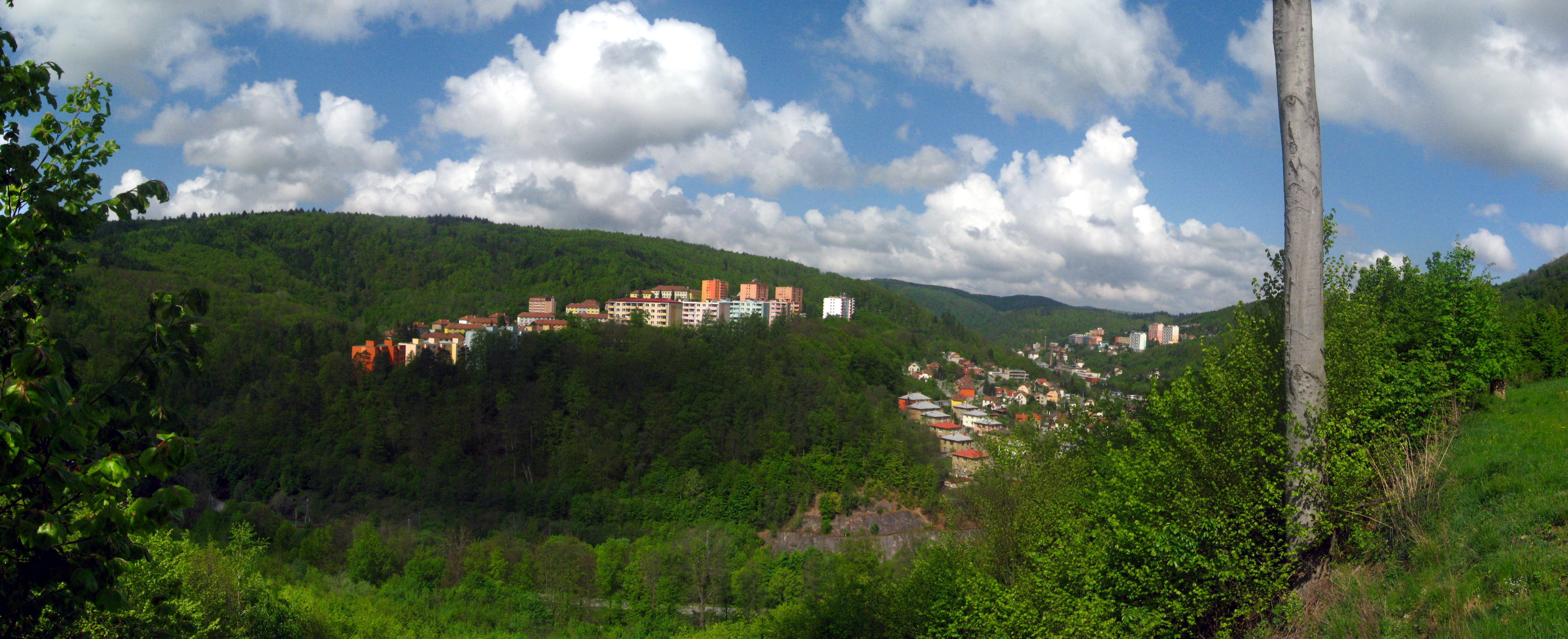
Panorama Adamov